# 反对世界恐怖主义斗争纪念碑
40°39′49.3″N 74°4′8.7″W / 40.663694°N 74.069083°W
反对世界恐怖主义斗争纪念碑（To the Struggle Against World Terrorism），又称为“悲伤之泪”（Tear of Grief）和“泪滴纪念碑”（Tear Drop Memorial）是一个由祖拉布·采列捷利设计的10层雕塑，为俄罗斯政府送给美国的官方礼物，作为2001年九一一袭击事件和1993年世界贸易中心爆炸案受害者的纪念碑。 它位于美国新泽西州贝永市。2005年9月16日开工，俄罗斯总统普京参加了仪式。2006年9月11日揭幕，前美国总统比尔·克林顿出席了仪式。